# Oncidium citrinum
Oncidium citrinum är en orkidéart som beskrevs av John Lindley. Oncidium citrinum ingår i släktet Oncidium och familjen orkidéer. Inga underarter finns listade i Catalogue of Life.